# George Newbold Lawrence

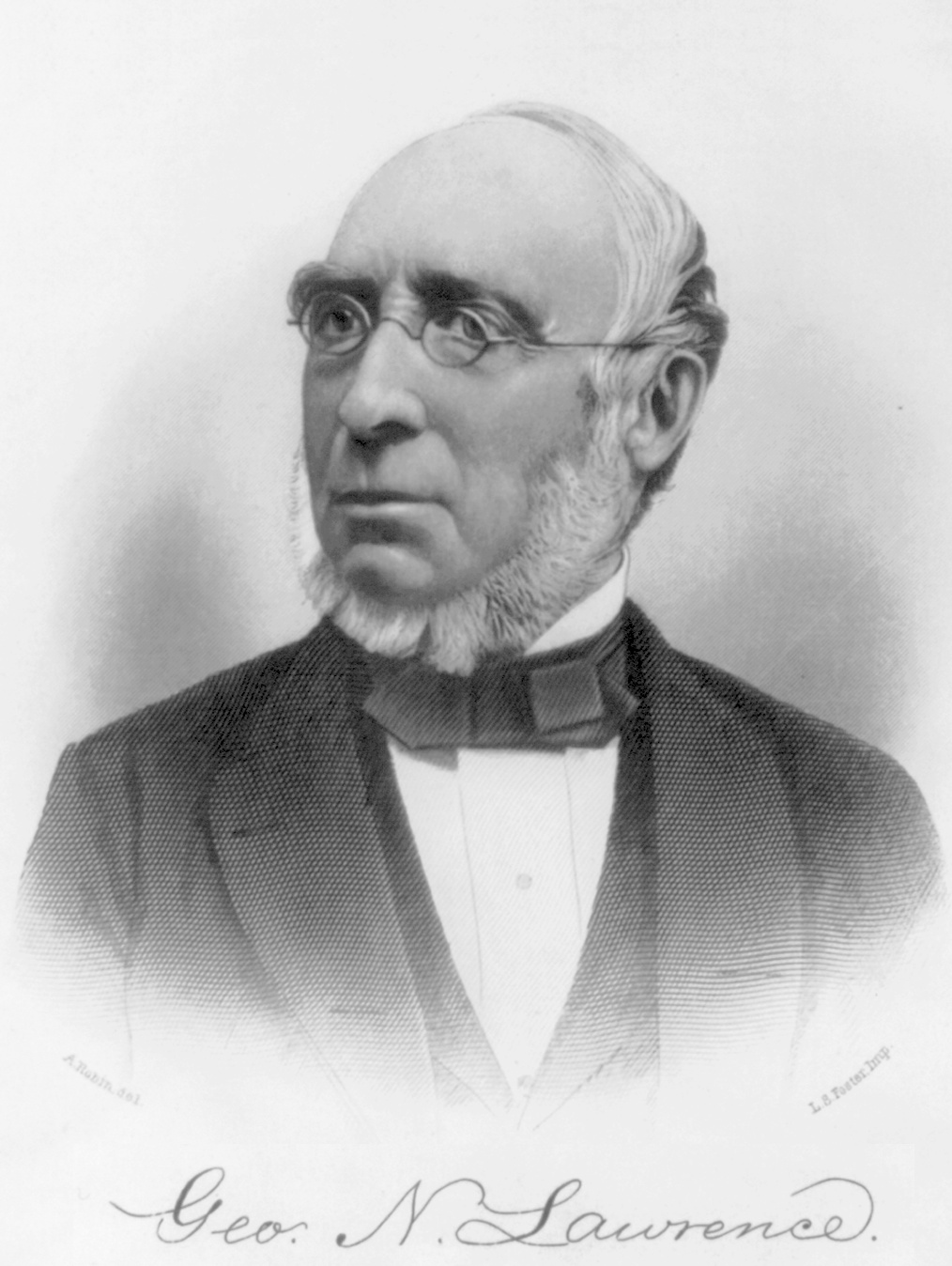
George Newbold Lawrence

George Newbold Lawrence (20 de outubro de 1906 - 17 de janeiro de 1895) foi o biólogo que descobriu a subespécie S. c. amaura, da coruja-buraqueira, em 1878.